# ناوگان اقیانوس آرام (روسیه)
ناوگان اقیانوس آرام (روسی: Тихоокеанский флот) ناوگان نیروی دریایی روسیه در اقیانوس آرام است. این ناوگان در سال ۱۷۳۱ به عنوان بخشی از نیروی دریایی امپریال روسیه تأسیس شد و به عنوان شناور ارتش اوکوتسک (۱۸۵۶–۱۷۷۳) و نیروی دریایی ارتش سیبری (۱۸۵۶–۱۹۱۸) شناخته شد.